# Barriadas
Barriadas – dzielnice biedoty w miastach Peru, tworzone i zamieszkane głównie przez imigrantów ze wsi. Stanowią zbiorowiska substandardowej zabudowy, lokalizowanej "na dziko" w rejonach szczególnie niesprzyjających osiedlaniu się (np. tereny bagienne czy zalewowe, sąsiedztwo czynnych wysypisk komunalnych, obszary wysypisk zamkniętych itp.), są podstawowym elementem kształtowania się i rozwoju procesów tzw. dzikiej urbanizacji i suburbanizacji.